# قصر تاكرسيفت
قصر تاكرسيفت هو قصرٌ (قريةٌ محصنة) في المغرب، يقعُ في منطقة فزواطة. بني هذا القصر بتقنية التربة المدكوكة، حيثُ استعمل فيه الطين. تبلغ مساحته 1.45 هكتار.